# Universiteit van Alaska
De Universiteit van Alaska, officieel University of Alaska system is een geheel van drie universiteiten, verspreid over de staat Alaska in de Verenigde Staten. De universiteit werd opgericht in 1917, en heeft haar hoofdzetel in Anchorage, de grootste stad van Alaska. 
Bij de universiteit zijn ook een reeks kleinere campussen en onderzoekscentra aangesloten, verspreid over de staat. De belangrijkste instellingen van het University of Alaska system zijn: 
- Universiteit van Alaska Anchorage, de grootste instelling
- Universiteit van Alaska Fairbanks, de oudste en meest gerenommeerde instelling
- Universiteit van Alaska Southeast, de kleinste instelling, in de hoofdstad Juneau.

De Universiteit van Alaska is een relatief kleine universiteitsgroep, ook al omdat Alaska qua bevolking een kleinere deelstaat is. Toch heeft de instelling, mede door haar geografische ligging, enkele invloedrijke departementen zoals geologie, wetenschap van de aardatmosfeer, en de biologie van dieren in het wild. 
De Universiteit is een publieke instelling: aan het hoofd staat een regentenraad, benoemd door de gouverneur en bekrachtigd door het deelstaatparlement.    